# Ernest Charles Chubb
Pour les articles homonymes, voir Chubb.
Ernest Charles Chubb est un  ornithologue britannique, né le 16 septembre 1884 et mort le 9 octobre 1972.
Son père, Charles Chubb, est également un ornithologue, conservateur au British Museum.
Il est conservateur au Muséum de Durban en Afrique du Sud. Il est élu président, en 1945, de l’Association sud-africaine pour l’avancement des sciences.